# Saint-Just-et-le-Bézu
Pour les articles homonymes, voir Saint-Just et Bézu.
Saint-Just-et-le-Bézu  est une commune française, située dans le sud-ouest du département de l'Aude en région Occitanie.
Sur le plan historique et culturel, la commune fait partie du Pays de Sault, un plateau situé entre 990 et 1310 mètres d'altitude fortement boisé. Exposée à un climat de montagne, elle est drainée par le Bec, le ruisseau de Couleurs, le ruisseau de Granès, le ruisseau de Saint-Ferriol et par divers autres petits cours d'eau. La commune possède un patrimoine naturel remarquable composé de quatre zones naturelles d'intérêt écologique, faunistique et floristique.
Saint-Just-et-le-Bézu est une commune rurale qui compte 50 habitants en 2022, après avoir connu un pic de population de 352 habitants en 1836. Ses habitants sont appelés les Saint-Justois ou  Saint-Justoises.

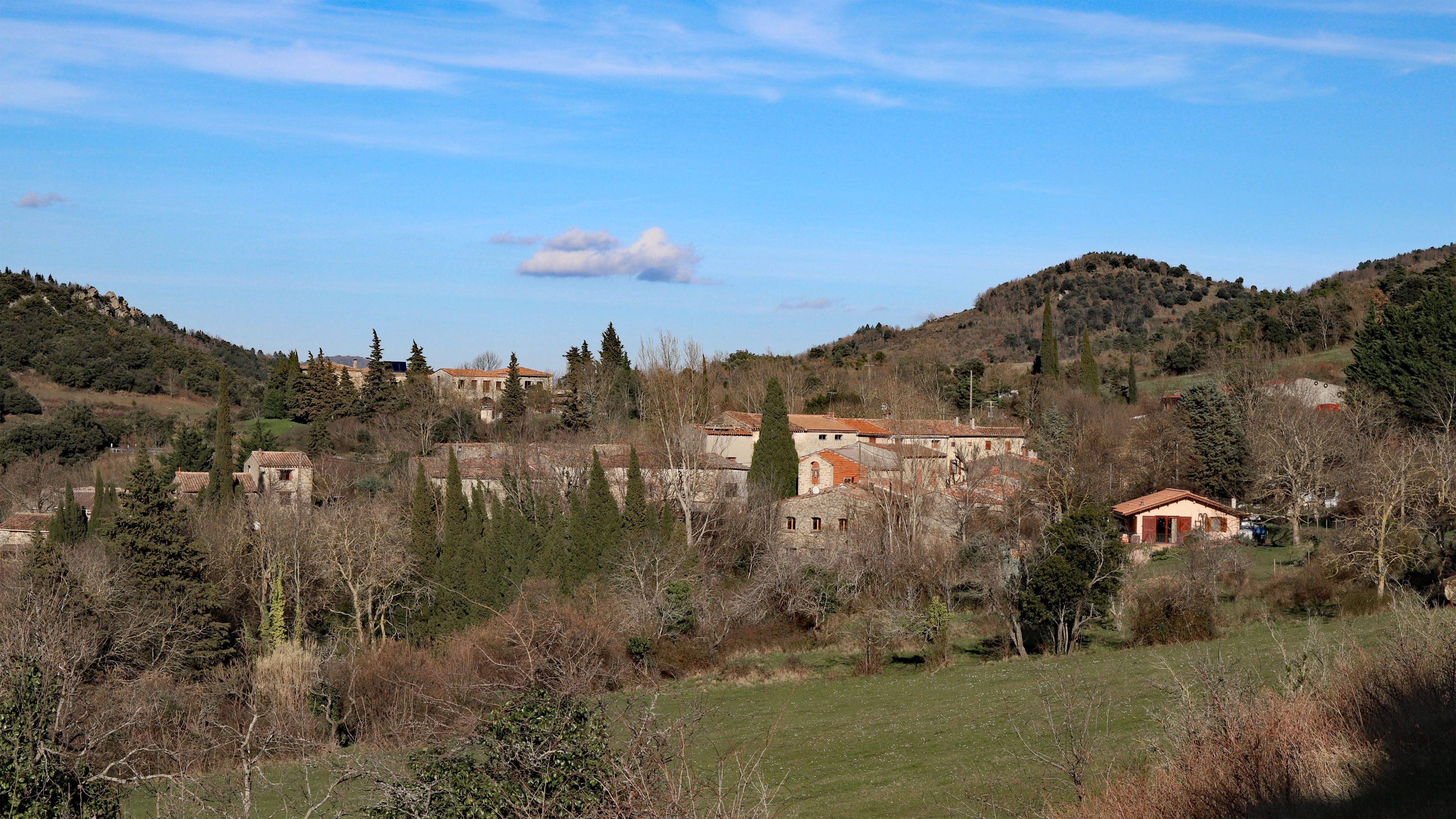
Saint-Just

## Géographie
Commune située dans le massif des Corbières, à proximité du Serre de Bec, une montagne culminant à 1037 mètres d'altitude.

### Communes limitrophes
Les communes limitrophes sont  Bugarach, Granès, Rennes-le-Château, Saint-Julia-de-Bec et Saint-Louis-et-Parahou.
| Granès             | Rennes-le-Château     |                        |
|                    | Saint-Just-et-le-Bézu | Bugarach               |
| Saint-Julia-de-Bec |                       | Saint-Louis-et-Parahou |

### Hydrographie
La commune est dans la région hydrographique « Côtiers méditerranéens », au sein du bassin hydrographique Rhône-Méditerranée-Corse. Elle est drainée par le Bec, le ruisseau de Couleurs, le ruisseau de Granès, le ruisseau de Saint-Ferriol, le ruisseau de Campau, le ruisseau de Casse-Rats et le ruisseau des Gascous, qui constituent un réseau hydrographique de 9 km de longueur totale,.

### Climat
Pour des articles plus généraux, voir Climat de l'Occitanie et Climat de l'Aude.
En 2010, le climat de la commune est de type climat des marges montargnardes, selon une étude s'appuyant sur une série de données couvrant la période 1971-2000. En 2020, Météo-France publie une typologie des climats de la France métropolitaine dans laquelle la commune est exposée à un climat de montagne ou de marges de montagne et est dans la région climatique Pyrénées orientales, caractérisée par une faible pluviométrie, un très bon ensoleillement (2 600 h/an), un air sec, particulièrement en hiver et peu de brouillards.
Pour la période 1971-2000, la température annuelle moyenne est de 11,2 °C, avec une amplitude thermique annuelle de 14,6 °C. Le cumul annuel moyen de précipitations est de 902 mm, avec 8,1 jours de précipitations en janvier et 5,5 jours en juillet. Pour la période 1991-2020, la température moyenne annuelle observée sur la station météorologique la plus proche, située sur la commune de Granès à 3 km à vol d'oiseau, est de 13,5 °C et le cumul annuel moyen de précipitations est de 724,6 mm,. Pour l'avenir, les paramètres climatiques de la commune estimés pour 2050 selon différents scénarios d'émission de gaz à effet de serre sont consultables sur un site dédié publié par Météo-France en novembre 2022.

### Milieux naturels et biodiversité
L’inventaire des zones naturelles d'intérêt écologique, faunistique et floristique (ZNIEFF) a pour objectif de réaliser une couverture des zones les plus intéressantes sur le plan écologique, essentiellement dans la perspective d’améliorer la connaissance du patrimoine naturel national et de fournir aux différents décideurs un outil d’aide à la prise en compte de l’environnement dans l’aménagement du territoire.
Deux ZNIEFF de type 1 sont recensées sur la commune :
la « serre Calmette et La Falconnière » (461 ha), couvrant 2 communes du département, et 
la « serre de Bec » (712 ha), couvrant 3 communes du département
et deux ZNIEFF de type 2, : 
- les « Corbières occidentales » (59 005 ha), couvrant 66 communes du département[14] ;
- le « pech Bugarach et Serre de Bec » (5 235 ha), couvrant 6 communes du département[15].

Carte des ZNIEFF de type 1 et 2 à Saint-Just-et-le-Bézu.
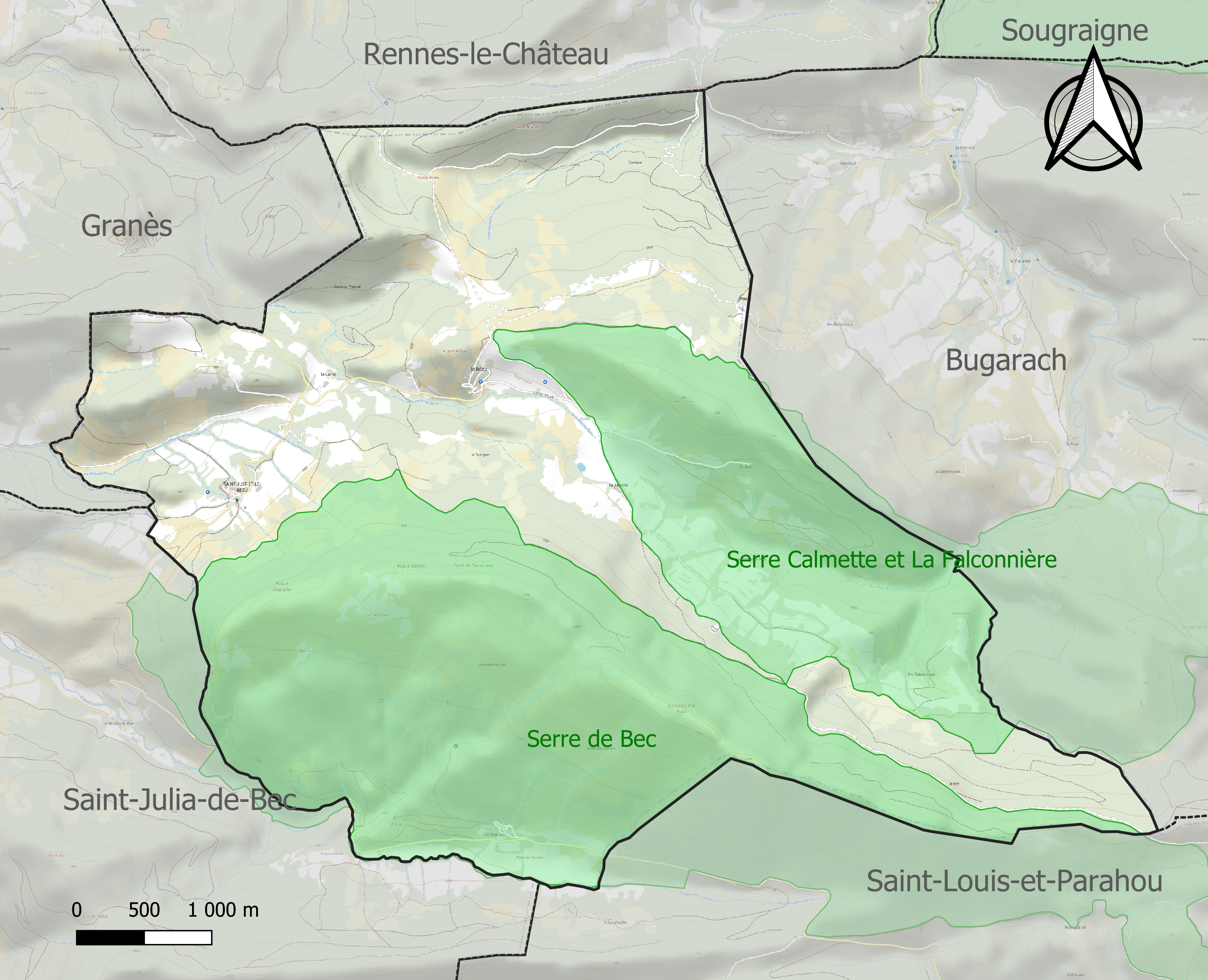
Carte des ZNIEFF de type 1 sur la commune.
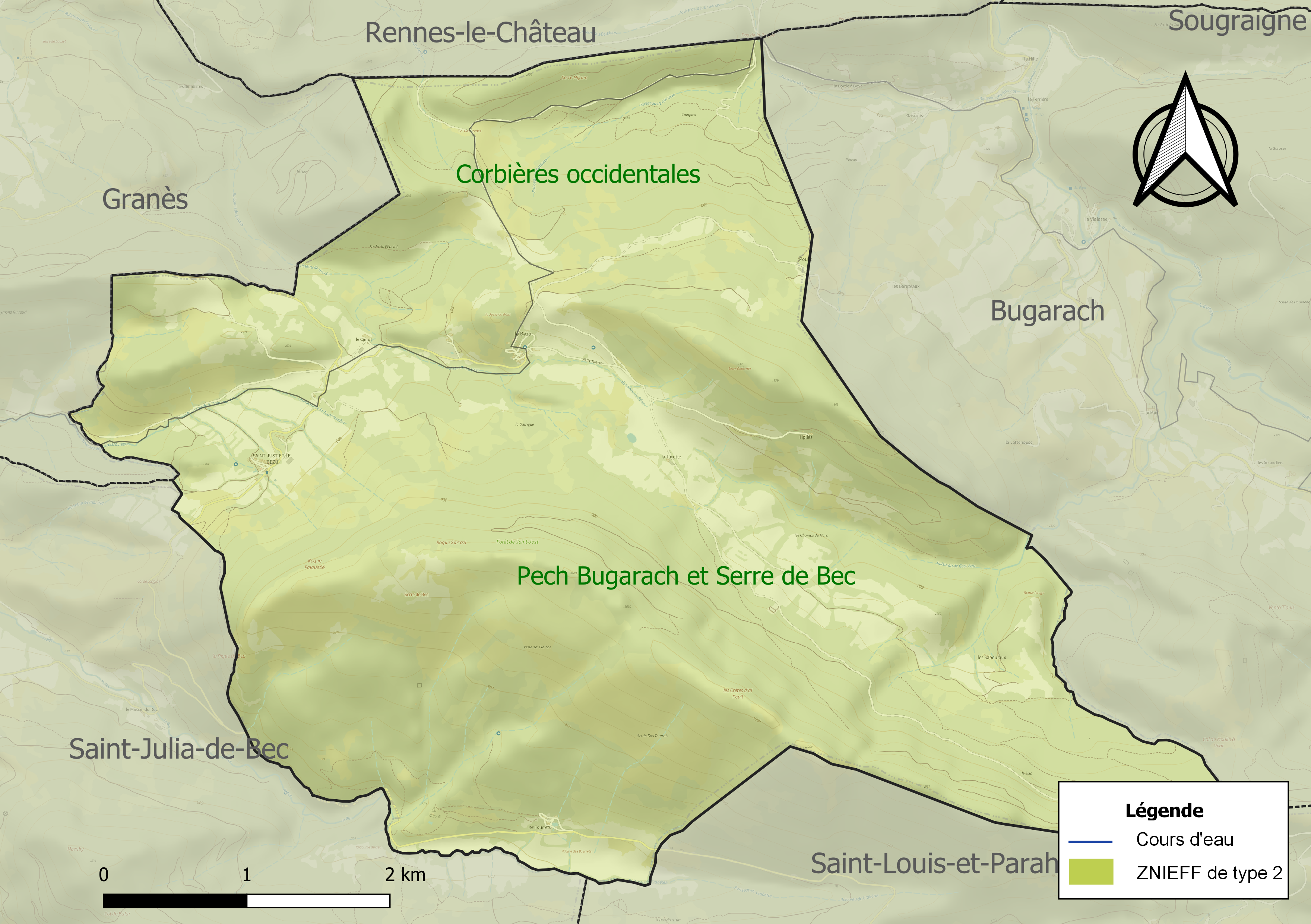
Carte des ZNIEFF de type 2 sur la commune.

## Urbanisme

### Typologie
Au 1er janvier 2024, Saint-Just-et-le-Bézu est catégorisée commune rurale à habitat très dispersé, selon la nouvelle grille communale de densité à 7 niveaux définie par l'Insee en 2022.
Elle est située hors unité urbaine et hors attraction des villes,.

### Occupation des sols
L'occupation des sols de la commune, telle qu'elle ressort de la base de données européenne d’occupation biophysique des sols Corine Land Cover (CLC), est marquée par l'importance des forêts et milieux semi-naturels (90,7 % en 2018), une proportion sensiblement équivalente à celle de 1990 (90,1 %). La répartition détaillée en 2018 est la suivante : 
forêts (56,6 %), milieux à végétation arbustive et/ou herbacée (34 %), zones agricoles hétérogènes (8,2 %), prairies (1,1 %). L'évolution de l’occupation des sols de la commune et de ses infrastructures peut être observée sur les différentes représentations cartographiques du territoire : la carte de Cassini (XVIIIe siècle), la carte d'état-major (1820-1866) et les cartes ou photos aériennes de l'IGN pour la période actuelle (1950 à aujourd'hui).

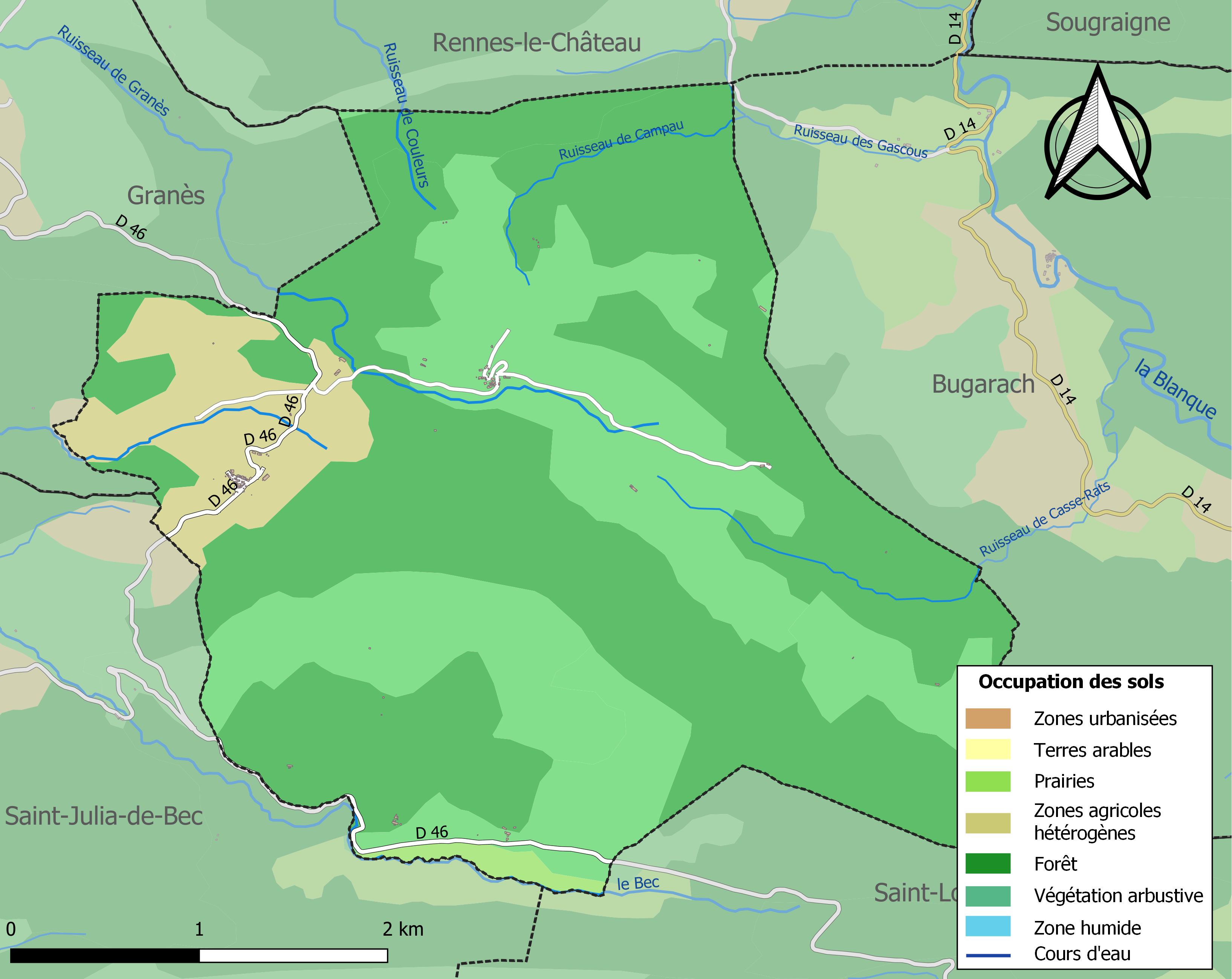
Carte des infrastructures et de l'occupation des sols de la commune en 2018 (CLC).

### Risques majeurs
Le territoire de la commune de Saint-Just-et-le-Bézu est vulnérable à différents aléas naturels : météorologiques (tempête, orage, neige, grand froid, canicule ou sécheresse), feux de forêts et séisme (sismicité modérée). Un site publié par le BRGM permet d'évaluer simplement et rapidement les risques d'un bien localisé soit par son adresse soit par le numéro de sa parcelle.

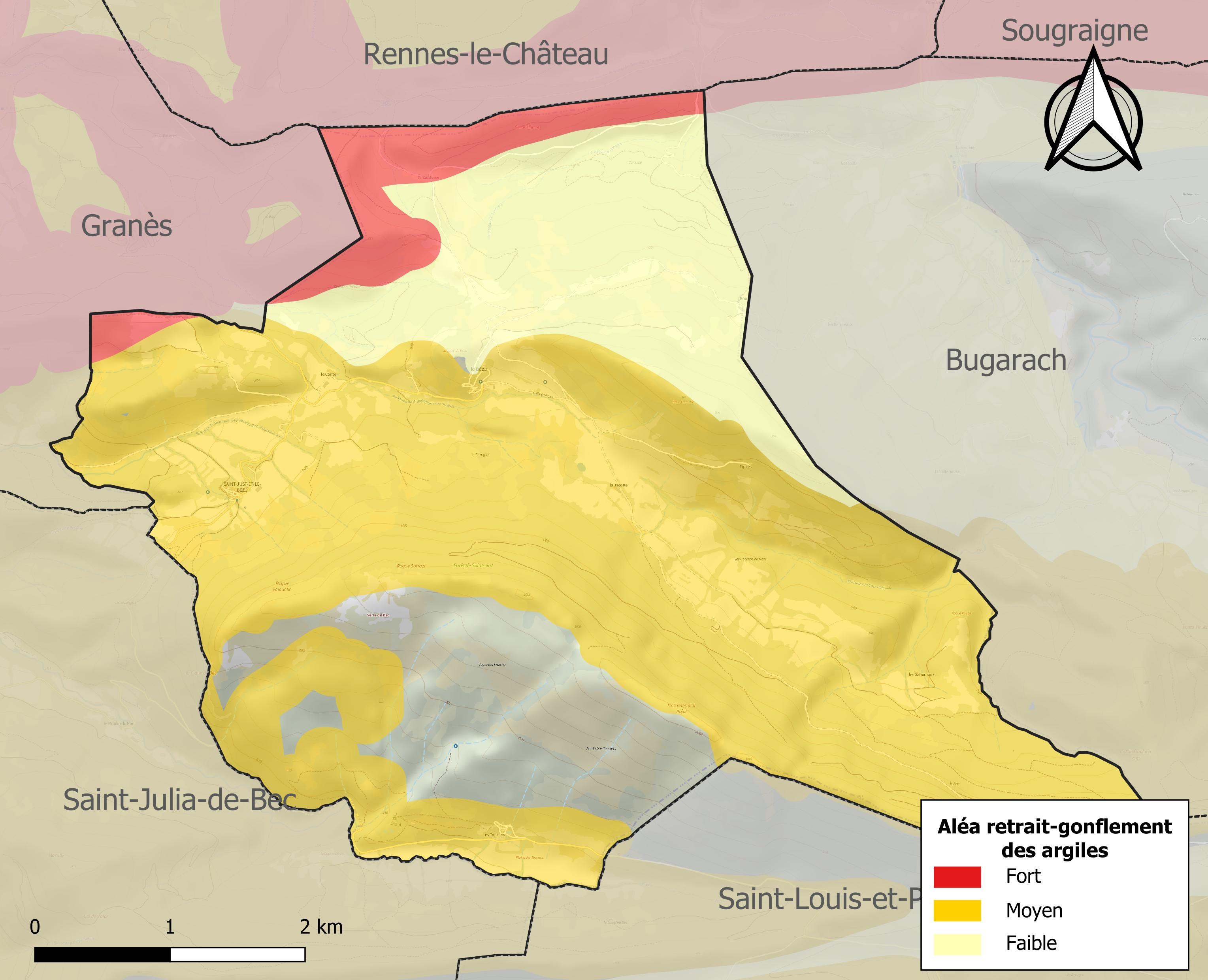
Carte des zones d'aléa retrait-gonflement des sols argileux de Saint-Just-et-le-Bézu.

Le retrait-gonflement des sols argileux est susceptible d'engendrer des dommages importants aux bâtiments en cas d’alternance de périodes de sécheresse et de pluie. 69,9 % de la superficie communale est en aléa moyen ou fort (75,2 % au niveau départemental et 48,5 % au niveau national). Sur les 49 bâtiments dénombrés sur la commune en 2019, 47 sont en aléa moyen ou fort, soit 96 %, à comparer aux 94 % au niveau départemental et 54 % au niveau national. Une cartographie de l'exposition du territoire national au retrait gonflement des sols argileux est disponible sur le site du BRGM,.

## Histoire
Le Bézu appelé Albedunum au dixième siècle est le siège d'une circonscription carolingienne au sein du comté de Razès comprenant notamment les territoires de Quillan et Belvianes-et-Cavirac. Les seigneurs du Bézu sont vassaux des comtes de Cerdagne puis de Besalú et sont impliqués dans les affaires de la vicomté de Fenouillet puisque le vicomte Arnaud possède la suzeraineté du château du Bézu en 1173. Ses seigneurs portent le nom de Sesmond, Sermon ou Cesmond, et se succèdent au moins jusqu'au XIIIe siècle. En 1246, Esclarmonde du Bézu, fille du chevalier Pierre, est forcée de livrer ses terres de Ginoles à l'archevêque de Narbonne pour la « rémission de ses péchés ».

### Les Templiers
Le château du Bézu est une ancienne commanderie des Templiers.

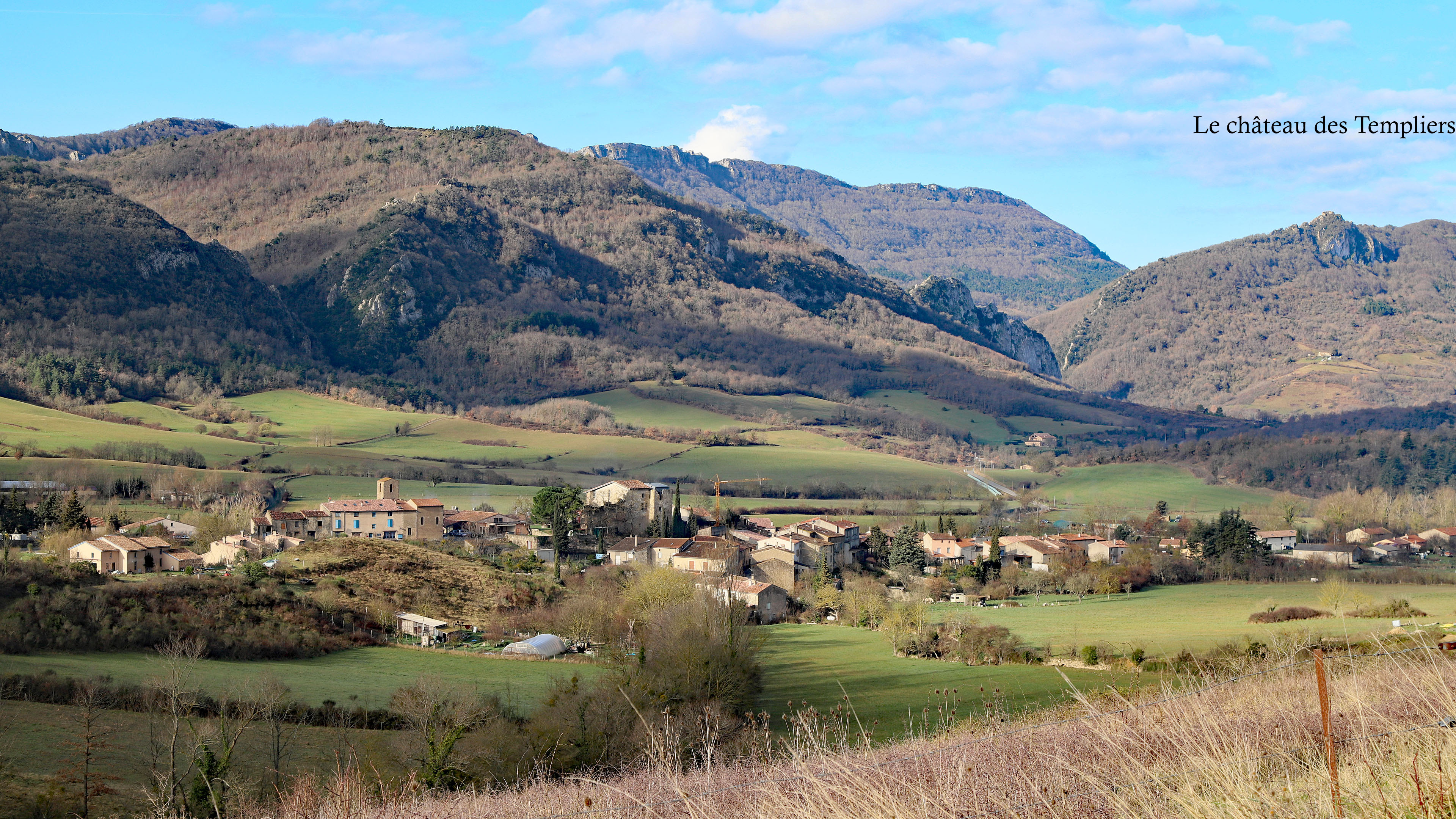
Le château des Templiers vu de Bugarach.
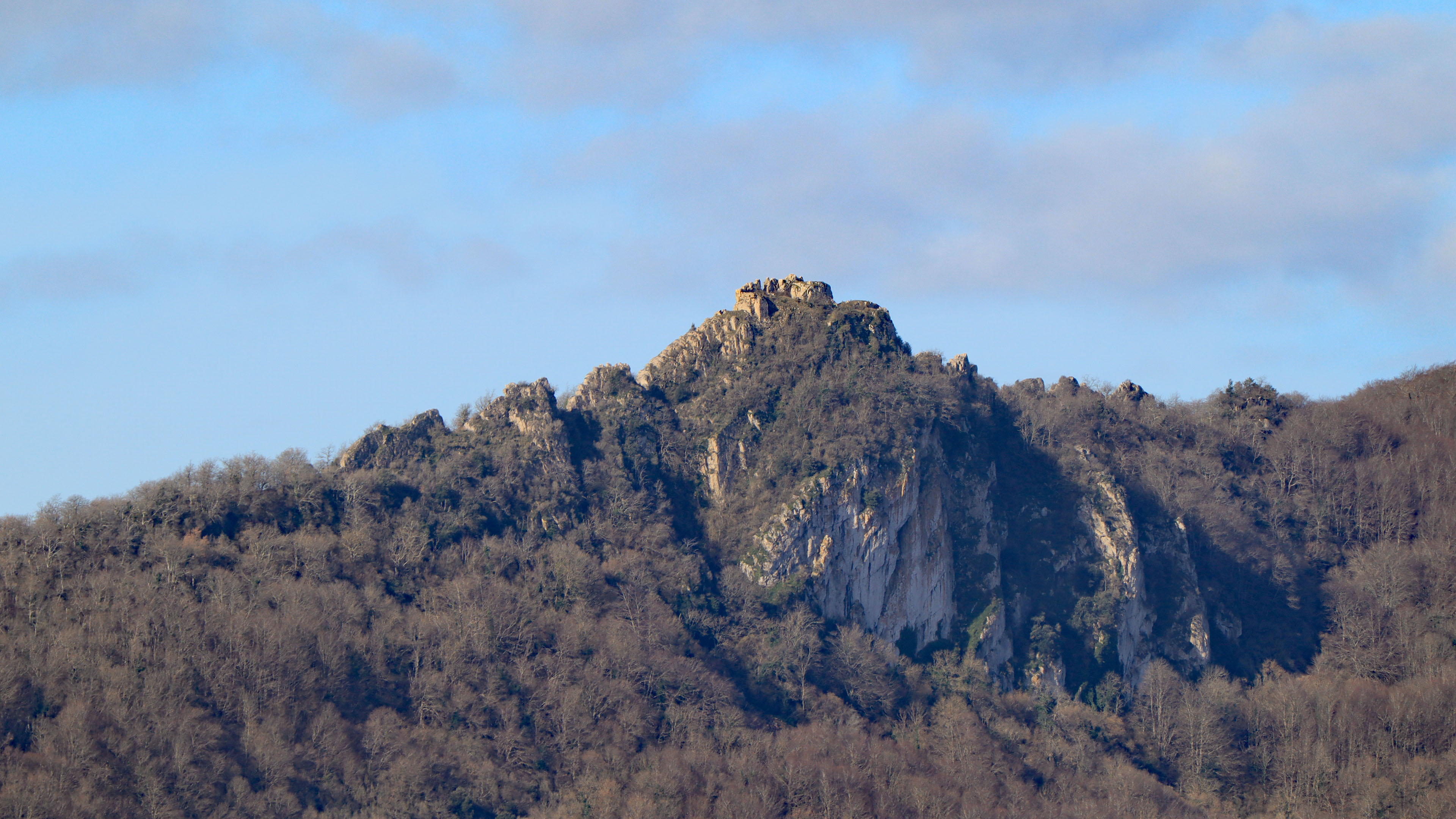
Le château des Templiers face nord
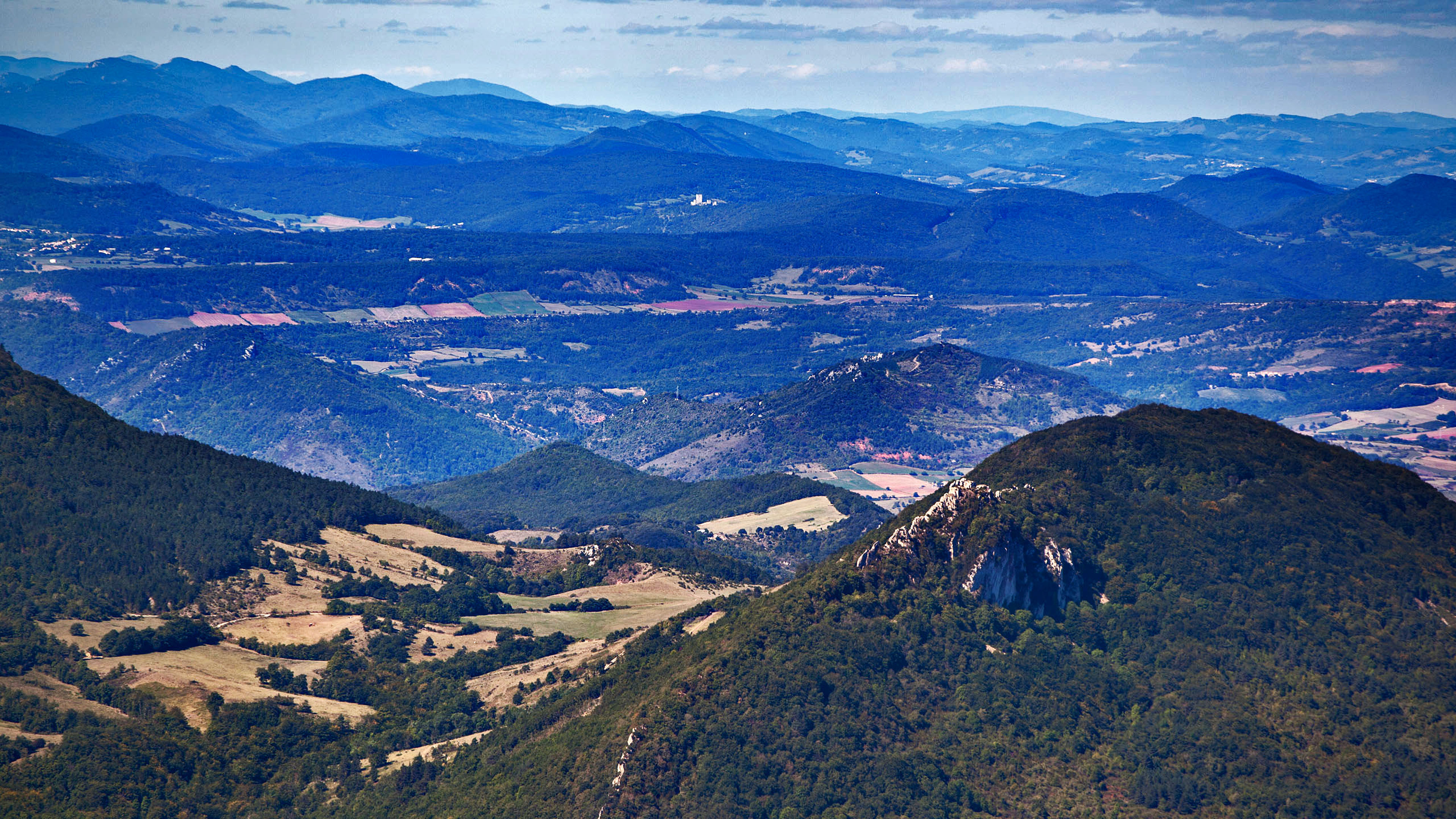
Vue depuis le Pech de Bugarach au loin le château de Puivert.
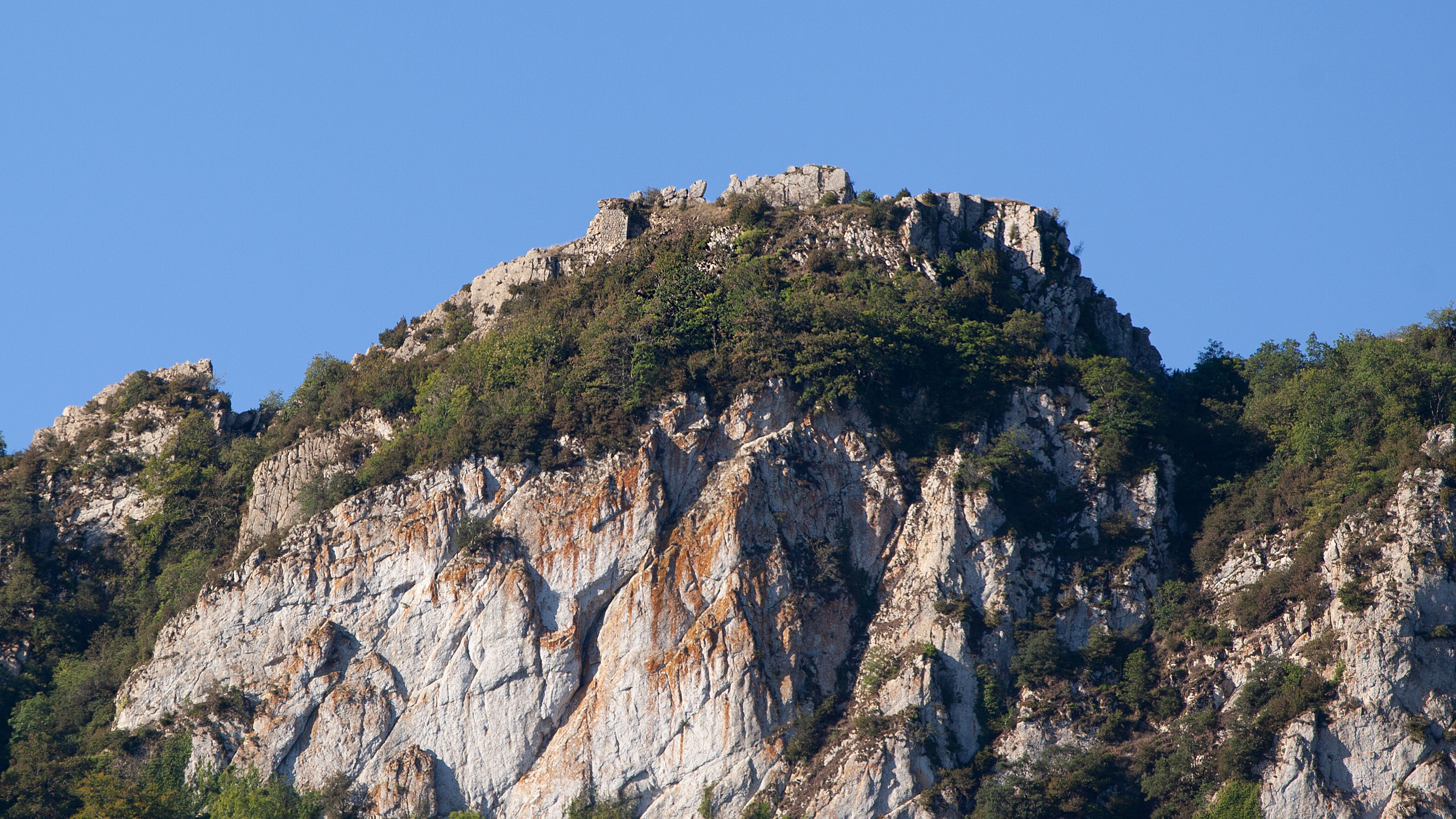
Zoom ou l'on distingue un bout de muraille.

## Politique et administration

### Liste des maires
| Période                                  | Période  | Identité   | Étiquette | Qualité |
| ---------------------------------------- | -------- | ---------- | --------- | ------- |
| mars 2001                                | En cours | Louis Sire | SE        |         |
| Les données manquantes sont à compléter. |          |            |           |         |

## Démographie
L'évolution du nombre d'habitants est connue à travers les recensements de la population effectués dans la commune depuis 1793. Pour les communes de moins de 10 000 habitants, une enquête de recensement portant sur toute la population est réalisée tous les cinq ans, les populations de référence des années intermédiaires étant quant à elles estimées par interpolation ou extrapolation. Pour la commune, le premier recensement exhaustif entrant dans le cadre du nouveau dispositif a été réalisé en 2004.

En 2022, la commune comptait 50 habitants, en évolution de +21,95 % par rapport à 2016 (Aude : +2,65 %, France hors Mayotte : +2,11 %).
| 1793 | 1800 | 1806 | 1821 | 1831 | 1836 | 1841 | 1846 | 1851 |
| ---- | ---- | ---- | ---- | ---- | ---- | ---- | ---- | ---- |
| 268  | 254  | 145  | 300  | 323  | 352  | 342  | 344  | 332  |

| 1856 | 1861 | 1866 | 1872 | 1876 | 1881 | 1886 | 1891 | 1896 |
| ---- | ---- | ---- | ---- | ---- | ---- | ---- | ---- | ---- |
| 317  | 274  | 271  | 269  | 281  | 241  | 254  | 255  | 228  |

| 1901 | 1906 | 1911 | 1921 | 1926 | 1931 | 1936 | 1946 | 1954 |
| ---- | ---- | ---- | ---- | ---- | ---- | ---- | ---- | ---- |
| 198  | 191  | 170  | 140  | 136  | 140  | 115  | 95   | 88   |

| 1962 | 1968 | 1975 | 1982 | 1990 | 1999 | 2004 | 2006 | 2009 |
| ---- | ---- | ---- | ---- | ---- | ---- | ---- | ---- | ---- |
| 73   | 53   | 44   | 55   | 54   | 62   | 65   | 66   | 67   |

| 2014 | 2019 | 2022 | - | - | - | - | - | - |
| ---- | ---- | ---- | - | - | - | - | - | - |
| 44   | 51   | 50   | - | - | - | - | - | - |

## Économie

### Emploi
| Division       | 2008   | 2013   | 2018   |
| -------------- | ------ | ------ | ------ |
| Commune        | 10,3 % | 12,5 % | 17,1 % |
| Département    | 10,2 % | 12,8 % | 12,6 % |
| France entière | 8,3 %  | 10 %   | 10 %   |

En 2018, la population âgée de 15 à 64 ans s'élève à 33 personnes, parmi lesquelles on compte 85,7 % d'actifs (68,6 % ayant un emploi et 17,1 % de chômeurs) et 14,3 % d'inactifs,. Depuis 2008, le taux de chômage communal (au sens du recensement) des 15-64 ans est supérieur à celui de la France et du département.
La commune est hors attraction des villes,. Elle compte 10 emplois en 2018, contre 9 en 2013 et 12 en 2008. Le nombre d'actifs ayant un emploi résidant dans la commune est de 24, soit un indicateur de concentration d'emploi de 44,4 % et un taux d'activité parmi les 15 ans ou plus de 67,4 %.
Sur ces 24 actifs de 15 ans ou plus ayant un emploi, 8 travaillent dans la commune, soit 36 % des habitants. Pour se rendre au travail, 80 % des habitants utilisent un véhicule personnel ou de fonction à quatre roues, 12 % s'y rendent en deux-roues, à vélo ou à pied et 8 % n'ont pas besoin de transport (travail au domicile).

### Activités hors agriculture
4 établissements sont implantés  à Saint-Just-et-le-Bézu au 31 décembre 2019.
Le secteur du commerce de gros et de détail, des transports, de l'hébergement et de la restauration est prépondérant sur la commune puisqu'il représente 50 % du nombre total d'établissements de la commune (2 sur les 4 entreprises implantées  à Saint-Just-et-le-Bézu), contre 32,3 % au niveau départemental.

### Agriculture
|               | 1988 | 2000 | 2010 | 2020 |
| ------------- | ---- | ---- | ---- | ---- |
| Exploitations | 7    | 5    | 4    | 7    |
| SAU (ha)      | 580  | 664  | 514  | 578  |

La commune est dans le Pays de Sault, une petite région agricole occupant le sud-ouest du département de l'Aude, également dénommée localement « Pyrénées centrales et pays de Sault ». En 2020, l'orientation technico-économique de l'agriculture  sur la commune est l'élevage d'équidés et/oud' autres herbivores. Sept exploitations agricoles ayant leur siège dans la commune sont dénombrées lors du recensement agricole de 2020 (sept en 1988). La superficie agricole utilisée est de 578 ha,,.

## Culture locale et patrimoine

### Lieux et monuments
- Église Saint-Jean-Baptiste du Bézu.
- Église Sainte-Eugénie de Saint-Just-et-le-Bézu.

### Héraldique
| Blason de Saint-Just-et-le-Bézu | Blason  | D'argent palissé de deux pièces et une demie de sable. |
| Blason de Saint-Just-et-le-Bézu | Détails | Le statut officiel du blason reste à déterminer.       |